# 與謝野文子
與謝野 文子（与謝野文子、よさのふみこ、1947年5月12日 - ）は、日本の詩人、美術評論家、フランス文学者。
東京都生まれ。パリ大学理学部生物学科修士課程中退。与謝野鉄幹・晶子の孫、父は外交官でイタリア大使・エジプト大使等を務めた与謝野秀、母は評論家の与謝野道子、長兄は政治家の与謝野馨、次兄は銀行家の与謝野達、夫はフランス文学者だった阿部良雄。著作の時は旧姓の與謝野を用いる。交流のあったバルテュス研究が著名。

## 著作

### 単著・編著
- 『美と略奪 詩的生態学へのまなざし』 筑摩書房、1991年
- 『バルテュス』 阿部良雄共編 白水社 1986年、新装版2001年

### 主な訳書
- クロード・ロワ『バルテュス 生涯と作品』 河出書房新社、1997年／新訂版『評伝 バルテュス』河出書房新社、2014年
- ジョワシャン・ガスケ『セザンヌ』 求龍堂、1980年／岩波文庫、2009年 - 前者は高田博厚監修
- エリー・フォール『美術史（5） 近代美術Ⅱ』 国書刊行会、2009年 - ※19世紀を担当
- ジャン・ルイ・シェフェール『エル・グレコのまどろみ』 現代思潮新社、2010年
- 『マラルメ全集3巻　言語・書物・最新流行』 筑摩書房、1998年
※2編「最新流行」を清水徹・渡辺守章と、「折りふしの詩句」を安藤元雄・菅野昭正と共訳。

- アントワーヌ・テラス『ポール・デルヴォー』河出書房新社 1974年、新版2006年
- ジェラール・ズリゲーラ 『ウィフレード・ラム』 河出書房新社、1978年
ジャン・ソセ編、シュルレアリスムと画家叢書：「骰子の7の目」、第5巻と11巻

### シュルレアリスム画家叢書
※日本語版監修は瀧口修造、 河出書房新社（全12巻）、1973-78年
- 第1巻『ルネ・マグリット』 ルネ・パスロン 巌谷国士訳
- 第2巻『マックス・エルンスト』 サラーヌ・アレクサンドリアン 大岡信訳
- 第3巻『ハンス・ベルメール』 サラーヌ・アレクサンドリアン 澁澤龍彦訳
- 第4巻『クロヴィス・トルイユ』 レイモン・シャルメ 種村季弘訳
- 第5巻『ポール・デルヴォー』 アントワーヌ・テラス
- 第6巻『マン・レイ』 サラーヌ・アレクサンドリアン、宮川淳訳
- 第7巻『F.S-ゾンネンシュターン』 種村季弘著
- 第8巻『パウル・クレー』 カタリン・デ・ヴァルタースキリヒェン、矢川澄子訳
- 第9巻『イヴ・タンギー』 ダニエル・マルシュソー、飯島耕一訳
- 第10巻『トワイヤン』 ラドヴァン・イヴシュク、巌谷国士訳
- 第11巻『ウィフレード・ラム』 ジェラール・ズリゲーラ
- 別巻『マックス・ワルター・スワーンベリ』 澁澤龍彦著
※2006年に増補新版『シュルレアリスムと画家叢書』全6巻で刊行。
- 1巻『ルネ・マグリット』
- 2巻『ハンス・ベルメール』
- 3巻『ポール・デルヴォー』
- 4巻『マン・レイ』
- 5巻『マックス・エルンスト』
- 6巻『F.S-ゾンネンシュターン』